# 伊藤瑞叡
伊藤 瑞叡（いとう ずいえい、1942年〈昭和17年〉5月20日 - 2020年〈令和2年〉8月3日 ）は、日本の仏教学者、日蓮宗僧侶。立正大学仏教学部名誉教授、立正大学大学院文学研究科長。日蓮宗大本山山科本圀寺第百四世貫首。法号は沙羅院日慈。

## 経歴・人物
札幌市の瑞玄寺に生まれ、遠野市の智恩寺、札幌市の本龍寺で育つ。父は本圀寺第六十三世貫首の伊藤日瑞。
1965年（昭和40年）、早稲田大学第一文学部哲学科卒業。1968年（昭和43年）、東京大学大学院人文科学研究科インド哲学専攻修士課程修了。1973年（昭和48年）、同大学院博士課程修了、東京大学文学博士。1984年11月、早稲田大学文学博士。論題は「十地経における菩薩道とその歴史的発展の研究」。
1980年（昭和55年）から立正大学仏教学部助教授、1986年（昭和61年）から同教授。東京大学、早稲田大学、信州大学の講師も歴任。
1995年（平成7年）より仏教思想学会理事（後に理事長）。1591年（天正9年）開創で2007年（平成19年）に再興された本圀寺の檀林である求法講院の院長として日蓮教学の研究を主導した。
サンスクリット語や西洋哲学に通暁し、カント、ヘーゲルらドイツ観念論、スピノザ、ベルクソン、パーソンズなど現代の社会学、社会システム理論を仏教学に応用した独自の体系的理論を構築している。特に地政学と宗教学との関わりに深く言及しており、「宗教地政学（Religio-Geopolitics）」という新たなディシプリンを提案している。
2013年（平成25年）3月、立正大学を定年退職し同大名誉教授となる。5月、大光山本圀寺に晋山、再住104世貫首となる。
2020年（令和2年）8月3日、遷化。

## 受賞歴
- 1965年 - 小野梓記念学術賞
- 1973年 - 日本印度学仏教学会学術賞
- 1995年 - 坂本日深学術賞
- 1997年 - 佐倉市教育功労賞
- 2004年 - 立正大学仏教文化学術賞

## 著書

### 単著
- 『幼児教育の三要︰ほとけの心をはぐくむ』（世界聖典刊行協会、ぼんブックス、1985）
- 『華厳菩薩道の基礎的研究』（平楽寺書店 1988）
  - 増補版『華厳菩薩道の基礎的研究︰十地経における菩薩道とその歴史的発展』（国書刊行会、2013）
- 『日蓮精神の現代』（大蔵出版、1989）
- 『立正安国論を現代に読む』（展転社、1989）
- 『仏教の思想と現代』（隆文館、1990）
- 『新時代の布教精神』（隆文館、1991）
- 『法華経の真実と救済』（隆文館、1991）
- 『新時代の折伏様式』（隆文館、1992）
- 『新時代の四大格言』（隆文館、1993）
- 『法華菩薩道の基礎的研究』（平楽寺書店 2004）
- 『宗教地政学入門︰立正安国論で現代を読む―』（華林山文庫）
- 『法華経成立論史︰法華経成立の基礎的研究―』（平楽寺書店、2007）
- 『法華仏教学入門』（華林山文庫）

### 共編著
- （湯田豊）『インド思想および仏教』（錦正社、1972）
- 『梵文法華経写本集成』第1～第12（梵文法華経刊行会）
- 『仏教研究入門』（大蔵出版）
- （塚田貫康、村上征勝、五十嵐信彦）『梵文法華経荻原・土田本総索引』（勉誠社、1993）
- 『三大秘法抄の研究︰三部作』（隆文館、1997）

1. 『なぜいま三大秘法抄か――計量文献学入門』
2. 『三大秘法抄なぜ眞作か――計量文献学序説』
3. 『三大秘法抄の真偽論争――本門戒壇論入門』

### 翻訳
- ウィリアム・モンゴメリー・マックガヴァン『大乗仏教序説』（大東出版）1979
- 衞藤即應訳、伊藤瑞叡校訂『國譯一切経（印度撰述部 華嚴部 1-4）』  （大東出版社 1976）

### 記念論文集
- 『法華仏教と関係諸文化の研究 伊藤瑞叡博士古稀記念論文集』（山喜房佛書林、2013）

### 論文
- CiNii>伊藤瑞叡
- INBUDS>伊藤瑞叡